# 杨树安
杨树安（1957年8月—），河南沁阳人，汉族，中国共产党党员。中华人民共和国政治人物，中国奥委会副主席、北京冬奥组委副主席。
长期在体育部门工作。曾任北京2008年奥运会组织委员会副主席。2008年11月任国家体育总局副局长、党组成员。2009年当选国际乒联执行副主席（2012年卸任）。2014年12月任国家体育总局党组副书记、副局长。2015年12月任北京2022年冬奥会和冬残奥会组织委员会副主席。2017年12月卸任国家体育总局副局长。
2018年2月24日，当选为第十三届全国人大代表、第十三届全国人民代表大会教育科学文化卫生委员会副主任委员。